# Краљевско хемијско друштво
Краљевско хемијско друштво (енгл. Royal Society of Chemistry), скраћено RSC, учено је друштво (и професионална асоцијација) у Уједињеном Краљевству настало с циљем „унапређивања хемије”. Основано је 1980. године, спајањем Хемијског друштва (енгл. Chemical Society), Краљевског института хемије (енгл. Royal Institute of Chemistry), Фарадејевог друштва (енгл. Faraday Society) и Друштва за аналитичку хемију (енгл. Society for Analytical Chemistry), и то новоусвојеном Краљевском повељом а са двојном улогом ученог друштва и професионалног тела. У моменту када је основано, Краљевско хемијско друштво је имало укупно 34.000 чланова у УК и још 8.000 у иностранству. Седиште друштва је у Берлингтоновој кући (Пикадили, Лондон), која је име добила по Ричарду Бојлу, 1. ерлу од Берлингтона — англо-ирском племићу. Такође има неколико канцеларија у Кући Томаса Грејама (Кембриџ, Лондон), згради која је добила име по Томасу Грејаму — првом председнику Хемијског друштва; овде се налази „Ар-Ес-Си паблишинг” (енгл. RSC Publishing). Уреда има и у Сједињеним Америчким Државама (у Научном центру Јуниверзити Сити, Филаделфија), НР Кини (Пекинг и Шангај), те Индији (Бангалор).
Организација спроводи истраживања, издаје журнале, објављује књиге и одржава своје базе података, те организује бројне конференције, семинаре и радионице. Професионално је тело за хемију у УК, са овлашћењем да додељује статус „Признатог хемичара” (енгл. Chartered Chemist, CChem), те — преко Научног савета — за адекватно квалификоване кандидате титулу „Признатог научника” (енгл. Chartered Scientist, CSci), „Регистрованог научника” (енгл. Registered Scientist, RSci) и „Регистрованог научног техничара” (енгл. Registered Science Technician, RScTech). Титулу „FRSC” носе они који се нађу у групи одабраних Чланова Краљевског хемијског друштва (енгл. Fellows of the Royal Society of Chemistry); да би се добила ова титула, неопходно је да научник оствари значајан и изузетан допринос хемији односно другим повезаним дисциплинама као што је биолошка хемија. Имена Чланова RSC сваке године се објављују у лондонском дневном листу Тајмс. Признање „HonFRSC” за Почасне чланове Краљевског хемијског друштва (енгл. Honorary Fellows of the Royal Society of Chemistry) додељује се за истакнут допринос на пољу хемије.

## Председник
Председник се бира бијенално и носи беџ у облику точка са жбицама, са фигуром Џозефа Пристлија (1733—1804) насликаног у емајлу с највише црвене и плаве боје, на хексагоналном медаљону у центру. Обод точка је златне боје, а 12 жбица је од неоксидирајућих метала.
Претпоследњи председник је био Доминик Тилдесли (2014—2016).
Изабрани, тренутни председник који ће функцију обављати у мандату 2016—2018. године је хемичар Сер Џон Стрејнџер Холман.
Списак председника Краљевског хемијског друштва (1980—2018):
- 1980.—1982.: Сер Јуарт Реј Херберт Џоунс (1911—2002)
- 1982.—1984.: Сер Џон Ајван Џорџ Кадоган (1930—)
- 1984.—1986.: Ричард Освалд Чандлер Норман (1932—1993)[6]
- 1986.—1988.: Сер Џек Луис, барон Луис од Њунама (1928—2014)[7]
- 1988.—1990.: Џон Мејсон Ворд (1921—2014)
- 1990.—1992.: Сер Рекс Едвард Ричардс (1922—)
- 1992.—1994.: Чарл Вејн Рис (1927—2006)[8]
- 1994.—1996.: Џон Хауард Пернел (1925—1996)[9]
- 1996.—1998.: Едвард Вилијам Ејбел (1931—)
- 1998.—2000.: Ентони Ледвит (1933—2015)[10]
- 2000.—2002.: Стивен Виктор Леј (1945—)
- 2002.—2004.: Сер Харолд Крото (1939—2016)
- 2004.—2006.: Сајмон Кембел (1941—)[11]
- 2006.—2008.: Џејмс Фист (1938—)
- 2008.—2010.: Дејвид Гарнер (1941—)[12]
- 2010.—2012.: Дејвид Филипс (1939—)[13]
- 2012.—2014.: Лесли Џејн Јелоулис (1953—)[14]
- 2014.—2016.: Доминик Тилдесли (1952—)[15]
- 2016.—2018.: Сер Џон Стрејнџер Холман (1946—)

## Чланство и титуле
Краљевско хемијско друштво има неколико нивоа чланства са постноминалним титулама (дезигнаторна слова):
- Прикључен (енгл. Affiliate), нема постноминала: Ниво студената и оних укључених у практичан хемијски рад, који још нису испунили потребне услове да пређу на један од следећих нивоа наведених испод.
- Придружени члан, Краљевско хемијско друштво (енгл. Associate Member, Royal Society of Chemistry), AMRSC: Улазни ниво за чланство у RSC, титула „AMRSC” се додељује хемијским дипломцима (или еквивалентнима).
- Члан, Краљевско хемијско друштво (енгл. Member, Royal Society of Chemistry), MRSC: Додељује се дипломцима (или еквивалентнима) са најмање три године искуства, који су стекли основне вештине кроз струковну активност.
- Члан Краљевског хемијског друштва (енгл. Fellow of the Royal Society of Chemistry), FRSC: Чланство се може доделити номинованима који су остварили изузетан допирнос хемији (в. Категорија:Чланови Краљевског хемијског друштва).
  - Почасни члан Краљевског хемијског друштва (енгл. Honorary Fellow of the Society), HonFRSC: Почасно чланство се додељује за истакнут допринос у раду на пољу хемије.[17]
- Признати хемичар (енгл. Chartered Chemist), CChem: Титула „CChem” се сматра различитом од уласка у категорију чланства у RSC. Наиме, кандидати морају да буду или „MRSC” или „FRSC” те да покажу развој специфичних атрибута и буду запослени на радном месту на којем се захтева константно практиковање хемијског знања и вештина.
- Признати научник (енгл. Chartered Scientist), CSci: RSC лиценцира Научни савет за регистрацију научника у „CSci”.
- Европски хемичар (енгл. European Chemist), EurChem: RSC је члан Хемијског савета европских заједница (енгл. European Communities Chemistry Council, ECCC) и може да додели титулу „EurChem” онима који су већ „CSci”.
- Мајсторство у хемијској анализи (енгл. Mastership in Chemical Analysis), MChemA: RSC додељује ову постдипломску квалификацију која је британска статутарна квалификација за рад у струци јавног аналитичара (енгл. public analyst).[18] Неопходно је да кандидати предају портофолио као доказ одговарајућег искуства и да прођу кроз одређене теоријске тестове те успешно заврше једнодневну лабораторијску вежбу (полагање испита).[19]

### GRSC
Квалификација „Дипломац Краљевског хемијског друштва” (енгл. Graduate of the Royal Society of Chemistry, GRSC) додељивала се од 1981. до 1995. године, и то за завршавање колеџ курсева еквивалентних хемијском академском степену који су били у организацији RSC. Била је замена за „GRIC”, квалификацију коју је давао Краљевски институт хемије.

## Јединице
Друштво је организовано у 9 јединица, одређених на основу тематских области (група) и локалних секција (огранака), што у Уједињеном Краљевству што у иностранству. Јединице покривају велика подручја хемије али такође садрже многе специјалне интересне групе за поједине одређеније, уже области.
- Аналитичка јединица (енгл. Analytical Division): за аналитичку хемију и промовисање оригиналних циљева Друштва за аналитичку хемију; 12 тематских група
- Далтонова јединица: добила име по Џону Далтону; за неорганску хемију; 6 тематских група
- Образовна јединица (енгл. Education Division): за хемијско образовање; 4 тематске групе
- Фарадејева јединица: добила име по Мајклу Фарадеју; за физичку хемију и промовисање оригиналних циљева Фарадејевог друштва; 14 тематских група
- Органска јединица (енгл. Organic Division): за органску хемију; 6 тематских група
- Хемијскобиолошка повезана јединица (енгл. Chemical Biology Interface Division): 2 тематске групе
- Околишна, одржива и енергетска јединица (енгл. Environment, Sustainability and Energy Division): 3 тематске групе
- Материјалнохемијска јединица (енгл. Materials Chemistry Division): 4 тематске групе
- Индустријска и технолошка јединица (енгл. Industry and Technology Division): 13 тематских група

Постоји још 12 тематских група непридружених овој подели на јединице.

### Локалне јединице
Постоји 35 локалних јединица које покривају Уједињено Краљевство и Ирску. У земљама Комонвелта нација и многим другим земљама постоје локална представништва друштва и организују се разне активности.

## Публикације
Друштво је NFP издавач; новац који доспе у његов буџет а од издавачке делатности инвестира се за подржавање циља унапређивања хемије и повезаних наука.
Поред научних часописа, укључујући водеће журнале RSC као што су Хемијске комуникације (енгл. Chemical Communications), Хемијска наука (енгл. Chemical Science) и Критика Хемијског друштва (енгл. Chemical Society Reviews), друштво издаје и:
- Образовање у хемији (енгл. Education in Chemistry): за наставнике
- Истраживање и практиковање образовања у хемији (енгл. Chemistry Education Research and Practice): бесплатни онлајн часопис за едукаторе на пољу хемије
- Chemistry World (часопис)Хемијски свет (енгл. Chemistry World): општи хемијски магазин који се месечно шаље члановима друштва широм света; уреднички одбор чини 10 академских и индустријских хемичара; први пут је изашао јануара 2004. године, заменивши Хемију у Британији (енгл. Chemistry in Britain) која је излазила од 1965. године; садржај укључује вести, чланке о генералној хемијској природи (као што је историја хемије и технолошки развој), критике књига и писма читалаца; ISSN је 1473-7604; Хемијски свет подржава Подкаст за Хемијски свет (енгл. Chemistry World Podcast), који представља научник са Универзитета Кембриџ др Крис Смит, који такође уређује и Голе научнике (енгл. The Naked Scientists)

- професионалне приручнике за разне области хемије[21]
- књиге за студенте, укључујући Уџбеник хемије (енгл. Tutorial Chemistry Texts) у серији од 23 књиге, уредника Е. В. Ејбела; ту је и 8 књига у серији Молекуларни свет (енгл. Molecular World), чији је уредник и координатор Л. Е. Смарт
- књиге о историји хемије, као што је историја Фарадејевог друштва

Претплате за часописе су доступне понаособ али и ол-ин у пакету под именом RSC Gold.

## Берлингтонова кућа
Лондонски уреди Краљевског хемијског друштва налазе се у Хемијском центру односно Берлингтоновој кући у улици Пикадили. Ту се организују манифестације за јавност, чланове RSC и спољне организације, укључујући месечна предавања из хемије која се преносе уживо на сајту за RSC-ов јавни ангажман — Reaction. Бесплатна предавања приступају на интересантан начин разним хемијским аспектима широког спектра тема — од карија до уживања у музици.
Организована предавања су привукла значајне научне писце као што су Филип Бол, Ентони Џон Вилијамс и Џон Емсли, који су одлучили да држе предавања отворена за јавност. Већина истих је доступна као архивирани видео-материјал на RSC-овом веб-сајту Reaction (thereaction.net).

### Историја
Иако се отворила као Хемијски центар (енгл. Chemistry Centre) године 2010, зграда је била у рукама Краљевског хемијског друштва још од 1857. године (када је било познато под именом Хемијско друштво). Срце Хемијског центра је Библиотека RSC и информациони центар (енгл. RSC's Library and Information Centre), која датира до 1842. године. Временом је библиотека за RSC добила много поклона од значајних чланова друштва, укључујући Мајкла Фарадеја. Библиотека је постала центар за информације о хемији током I и II светског рата, када се увелико користила као ризница преко потребног хемијског референтног медицинског штампаног материјала. Новембра 2014. друштво је објавило да ће центар једноставно да буде преименован у „Краљевско хемијско друштво у Берлингтоновој кући” (енгл. Royal Society of Chemistry at Burlington House); Хемијски центар постаје прошлост.

## Библиотека и ИЦ
Друштво има велику библиотеку која покрива углавном хемијске и повезане теме, укључујући и онлајн приступ за чланове; налази се у Хемијском центру односно Берлигтоновој кући. Представља део некадашњег Хемијског центра и ризницу ресурса за чланове RSC, с тим да приступ није забрањен ни јавности.

## Беневолентни фонд
Беневолентни фонд Краљевског хемијског друштва (енгл. Royal Society of Chemistry's Benevolent Fund) даје подршку члановима друштва и њиховим породицама када им иста затреба, и то кроз савете и напутке, финансијску помоћ и волонтерску подршку. Зачет је 1920. године, када га је Институт хемије (касније Краљевски институт хемије) основао у знак сећања на чланове друштва који су умрли током I светског рата. Циљ је било „помагање осиромашеним особама које су, или су биле, Чланови или Придружени чланови Института, њиховим супругама или деци, те удовицама и зависним рођацима преминулих Чланова или Придружених чланова”, и то кроз добровољне доприносе чланова. Етос Беневолентног фонда, „чланови помажу члановима” (енгл. members helping members), води корене до Савета Института хемије који је прикупљао новац за чланове којима је била неопхода помоћ других чланова а пре формирања самог фонда.
Беневолентни фонд је 1960. године увео систем посета волонтера, у ком се од чланова тражило да ако желе посете колеге у незавидном положају, старије особе и људе везане за кућу који живе у њиховој близини. Такође, свака локална јединица је именовала свог представника фонда.
Велика ревизија фонда ради модернизације десила се 2003—2004. године, када је створен нови стратешки документ који се ажурира сваке три године. Још једна ревизија је била 2014. године, извршена с циљем да се прошири делокруг и омогући целовитија подршка већа од финансијског помогања члановима и породицама чланова Краљевског хемијског друштва.
Одбор Беневолентног фонда (енгл. Benevolent Fund Committee), који чине добљовољци који су и чланови Краљевског хемијског друштва, надгледа рад Беневолентног фонда; састанци се одржавају свака три месеца.

## Награде и признања
RSC додељује бројне медаље, награде и признања сваке године, а међу њима су и награде за истакнут рад у било којој области хемије, у посебним областима или допринос у појединим фазама каријере хемичара.
Медаље се додељују централно, од стране RSC и јединица организације. Постоје и награде које су под ингеренцијом интересних група RSC.
Централно додељеиване медаље укључују Меморијално признање Харисон—Мелдола (енгл. Harrison–Meldola Memorial Prizes), које добија британски хемичар који има мање од 32 године и обећава квалитетно оригинално хемијско истраживање, те Кордеј—Морганове медаље (енгл. Corday–Morgan medals), које чине три засебне награде за најистакнутији допринос експерименталној хемији (укључујући и рачунарску симулацију). Тилденова награда (енгл. Tilden Prize), некад позната као Тилденово предавање (енгл. Tilden Lecture), састоји се из три награде које се сваке године додељују научницима који су у средњој животној или доби каријере и/или на врхунцу каријере остварили значајне доприносе у хемији.
Претходни добитници Признања Харисон—Мелдола, које је било познато као Мелдолина медаља и награда (енгл. Meldola Medal and Prize) пре него што је 2008. године обједињено са Признањем Едвард Харисон (енгл. Edward Harrison Prize), укључују Кристофера Келка Инголда (1921, 1922), Сирила Нормана Хиншелвуда (1923), Р. Х. Стоукса (1946), Д. Х. Вилијамса (1966) и Џ. Еванса (1978).
Међу истакнутијим реципијентима Кордеј—Морганове медаље су Дерек Бартон (1949), Роналд Сидни Најхом (1950), Фредерик Сангер (1951), Џон Воркап Корнфорт (1953), Рекс Ричардс (1954) и Џорџ Портер (1955).
Фарадејева јединица ануално додељује награду Марлоу (енгл. Marlow Award) за доприносе остварене на пољу физичке хемије или хемијске физике; примају је чланови Фарадејеве јединице који нису старији од 32 године. Међу скорашњим реципијентима су се нашли Ендру Ор-Јуинг (1999), Џонатан Е. Џоунс (2000), Хелен Филдинг (2001), Џонатан Есекс (2002), Дарен Каруана (2003), Џонатан Рид (2004), Џули Макферсон (2005), Фред Манби (2006), Алесандро Троизи (2007), Стефан Вилич (2008), није додељена (2009), Анџелос Мајкелидис (2010), Шерон Ешбрук (2011), Роберт Бест (2012), Ендру Гудвин (2013), Чинсија Казираги (2014), Филип Кукура (2015) и Јозеф Левандовски (2016).

## Грбови
RSC има свој грб. Постоје два облика. Један је велики грб са лавом и носачима једнорога, те латинским слоганом друштва: „За науку и човечанство” (лат. Pro scientia et humanitate, енгл. For the sake of knowledge and for the benefit of mankind). Мања верзија користи централни штит, који је сличан оном на грбу Краљевског института хемије.
- Грб
RSC
- Штит
грба RSC
- Грб на медаљи награде
„Роберт Бојл” за АХ

## Остали ресурси

### ILP
Интерактивни лабораторијски буквар (енгл. Interactive Lab Primer) сајт је развијен ради давања савета за стицање разних експерименталних хемијских вештина. Сајт покрива основне савете и правила за сигурност при раду у лабораторији, демонстрира основне букварске лабораторисјке технике, уводи почетнике у лабораторијску опрему с којом ће се најчешће сусретати, те пружа друге корисне информације.

### ChemSpider
ChemSpider је база података RSC у коју су унесене хемикалије и хемијска својства. Систем је с радом почео 2007. године.

### Плаве плакете
Шема уграђивања плавих плакета (енгл. blue plaques) по Уједињеном Краљевству такође се примењује и у Краљевском хемијском друштву; „Знаменитости хемије” (енгл. Landmarks of Chemistry) плакете су које се постављају на различите локације у Уједињеном Краљевству повезане са значајним догађајима или људима у свету хемије. Тренутне плакете су хексагоналног облика.